# Puebla de Masaluca
Puebla de Masaluca o Pobla de Masaluca (oficialmente en catalán La Pobla de Massaluca) es un municipio y localidad española de la provincia de Tarragona, en la comunidad autónoma de Cataluña. El término municipal, ubicado en la comarca de la Tierra Alta, tiene una población de 344 habitantes (INE 2024). 

## Geografía
El municipio está situado al norte de Gandesa y en el límite con Aragón. La localidad está unida por carretera local con Fayón (Aragón) y Villalba de los Arcos. Estación de ferrocarril de Fayón-Puebla de Masaluca de la línea Barcelona-Zaragoza.

## Historia
Hacia mediados del siglo XIX, el lugar tenía contabilizada una población de 581 habitantes. La localidad aparece descrita en el decimotercer volumen del Diccionario geográfico-estadístico-histórico de España y sus posesiones de Ultramar de Pascual Madoz de la siguiente manera:

POBLA DE MASALUCA: l. con ayunt. en la prov. de Tarragona (15 leg.), part. jud. de Gandesa (3), aud. terr. y c. g. de Barcelona (26), dióc. de Tortosa (10). sit. en una llanura, con buena ventilacion y clima sano; las enfermedades comunes, son fiebres gástricas. Tiene 140 casas, la consistorial, otra derruida llamada vulgarmente lo Grané; 1 escuela de instruccion primaria, dotada con 640 rs. vn., concurrida por 38 alumnos; 1 igl. parr. (S. Antonio Abad), servida por un cura de ingreso, patronato real y ordinario. El térm. confina N. Nonaspe del part. de Caspe (Zaragoza); E. Villalta; S. Batea, y O. Berrus; en él se encuentra una ermita titulada de Sta. Madrona, colocada sobre un pequeño monte inmediato á la pobl. El terreno es de buena calidad; le cruzan varios caminos locales. El correo se recibe de Villalba por un conductor particular, los domingos y jueves. prod.: trigo, vino, aceite, higos y almendras; cria ganado lanar y mular, y caza de perdices y conejos. ind.: 1 molino de harina y otro de aceite. pobl.: 130 vec., 581 almas. cap. prod.: 1.790,713. imp.: 58.770.
(Madoz, 1849, pp. 89-90)

## Demografía
Cuenta con una población de 344 habitantes (INE 2024).
| Gráfica de evolución demográfica de Puebla de Masaluca entre 1842 y 2021 |
| |
| Población de derecho según los censos de población del INE Población de hecho según los censos de población del INEEn estos censos se denominaba Pobla de Masaluca: 1842, 1857, 1860, 1877, 1887, 1897, 1900, 1910, 1920, 1930, 1940, 1950, 1960, 1970 y 1981 |

| 1900 | 1930 | 1950 | 1970 | 1981 | 1986 |
| ---- | ---- | ---- | ---- | ---- | ---- |
| 1028 | 933  | 737  | 550  | 496  | 492  |

## Economía

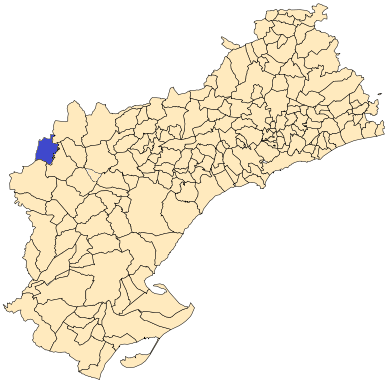
Situación de Puebla de Masaluca en la provincia de Tarragona

La actividad económica más desarrollada en el municipio es la agricultura con tres tipos de cultivos principales; la oliva, la almendra y la viña. Puebla de Masaluca es principalmente conocida por la primera de estas ya que el aceite de esta población ha sido merecedor de importantes premios a lo largo de los años.
Entre las festividades más conocidas están las fiestas mayores de San Antonio que se celebran en enero, las fiestas de agosto y la conocida romería a la ermita de Berrús que se celebra todos los años en el segundo fin de semana después de la Semana Santa.

## Símbolos
El escudo heráldico que representa al municipio se define a partir del siguiente blasón aprobado el 17 de junio de 2013:

Escudo en losange de ángulos rectos: de plata, con una mano derecha apalmada de azur y una cruz de tau o de San Antonio patada concavada de gules, con una campanilla de oro en su pie, puestas en palo. Al timbre, una corona de pueblo.
Diario Oficial de la Generalidad de Cataluña nº 6420